# Défilé de mode

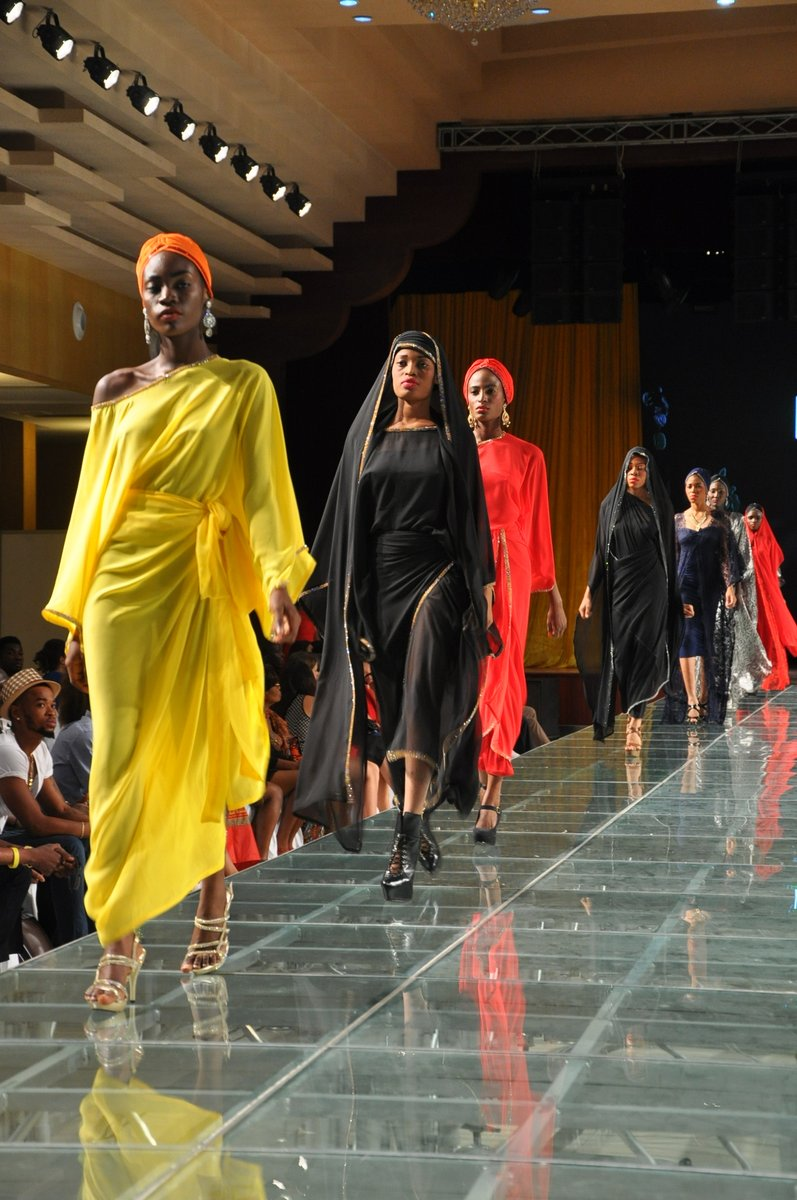
Défilé de mode au Nigeria.

Un défilé de mode est un spectacle vivant qui consiste à présenter un par un devant un public statique les vêtements ou accessoires de mode qu'un styliste a créés et qui sont portés par des mannequins. Décennies après décennies, ces évènements représentent souvent plus une opération de communication ainsi qu'une tendance, qu'une simple présentation. Au cours des années, certains défilés marquent durablement l'histoire de la mode par la nouveauté qu'ils apportent dans leur globalité, supplantant les créations alors montrées.

## Présentation
Un défilé de mode a lieu avec l'aide de mannequins recrutés en agence, ces derniers se déhanchant en musique le long d'un podium bordé de clients potentiels, d'acheteurs et distributeurs, de critiques — journalistes spécialisés —, de photographes, des blogueurs influents ou Instagirls, réunis à huis clos pour l'occasion. Les invités sont placés dans la salle suivant leur « importance » à un moment donné : le placement au sein du lieu correspond systématiquement à une hiérarchie de la mode à un instant donné. Les grands titres de presse liés à la mode sont traditionnellement représentés aux meilleures places. Mais depuis plusieurs années avec l'expansion d'internet et le relais des réseaux sociaux capables de créér des images virales, nombre d'invités, jusque-là inconnus, s’arrogent le premier rang (appelé front row), pour voir et être vu : influenceur web, VIP parfois même habillées par la marque ou vedettes rémunérées, deviennent incontournables. Cela a pour effet de basculer le centre d'intérêt du défilé de son podium vers son public, les invités tendant à recevoir autant d'intérêt que les vêtements présentés. Le but restant de faire un « coup médiatique » : « le show est le point de départ du plan de com d'une marque ». Le défilé présente une autre forme de hiérarchisation par le choix du lieu et la mise en scène, parfois démesurée. Certaines entreprises dépensent sans compter pour accaparer les endroits les plus prestigieux là où les jeunes créateurs vont rechercher l'originalité à moindre coût.
Événement mondain par conséquent, il sert également aux créateurs à fournir leur vision personnelle de la mode pour la saison à venir, et constitue à ce titre une représentation presque artistique, parfois même une performance, tout en assurant aux entreprises commanditaires un renouvellement de leur image de marque. Didier Grumbach souligne que « C'est à chaque fois un spectacle complet qui doit faire passer l'émotion et raconter une histoire en quelques minutes ». L'origine de cette transformation de la « simple présentation » au spectacle date des années 1960 avec l'arrivée de nouveaux créateurs tel Courrèges choisissant de casser les codes établis jusque-là par la haute couture. Par la suite, les défilés de Mugler dans les années 1980 ou ceux de Galliano pour Dior dans les années 2000 ont popularisé cette idée de « show ». Dès lors, de nouveaux métiers spécialisés apparaissent : designer lumières, directeur de production organisant l'ensemble du déroulement, ou l'illustrateur sonore fournissant un habillage musical au défilé,. Mais le défilé, outre la communication qu'il engendre dans les médias, n'est qu'une faible partie du travail des marques, les commandes se faisant ultérieurement dans les show-rooms. Enfin, le défilé-spectacle ne répond plus à sa vocation première de présenter les vêtements en tant que tel, qui deviennent ici secondaires car leur vente ne couvre pas les dépenses, mais a pour but de mettre en scène la culture de marque de la maison de couture pour développer des lignes de produits dérivés qui arborent le logo de la maison (parfums et cosmétiques, accessoires — bagagerie, lunetterie, joaillerie… —, décoration, prêt-à-porter…) et qui génèrent du bénéfice.

### Le vêtement
Les vêtements sont théoriquement disponibles à l'achat dans la version définitive pour le prêt-à-porter, ou dans une version qui sera adaptée à la vie quotidienne pour la haute couture, cette dernière ne présentant que des prototypes le plus souvent uniques, voire jamais commercialisés. Mais finalement de nos jours, plus « spectacle » que « présentation commerciale », tout n'est jamais commercialisable. Le couturier John Galliano, alors chez Dior, précise : « Le défilé, c'est le parfum, l'essence même de la collection. C'est le moyen de déclencher une inspiration chez les acheteurs et les journalistes. Ensuite, c'est au show-room que nous montrons l'ensemble des produits, retravaillés et adaptés au marché. Chez nous, ces deux visages d'une même collection sont conçus parallèlement. » Pourtant, la plupart des ventes importantes aux acheteurs professionnels sont déjà réalisées bien avant, lors de la « précollection » ; le défilé sert donc seulement à démontrer « la puissance créative des maisons. » Il est avant tout une opération de communication plus qu'une action commerciale. La présence de photographes de street style aux abords des défilés fait partie, depuis la fin des années 2000, d'une habitude qui participe à la communication globale des marques. Face à cette pression médiatique, le calendrier traditionnel et l'organisation qui en découle, depuis des décennies, se voient remis en cause au milieu des années 2010 par certaines marques : celles-ci désirent parfois regrouper les collections féminines et masculines, ainsi que faire moins de date, afin de « produire moins et mieux ».
Dans la haute couture, où il a pris la forme d'un rituel, ce spectacle est organisé pendant les deux semaines de défilés à Paris uniquement. Pour le prêt-à-porter, les semaines des défilés ont lieu dans plusieurs endroits du monde, dont les capitales de la mode que sont New York, Milan, Paris, et Londres.

## Historique
D'après l'étude historique de la mode et des archives à disposition, les cours princières peuvent être qualifiées dans un premier temps comme lieu d'exhibition de mode de manière indirecte dans la société des différents états fin du Moyen Âge, début de la Renaissance (France, Italie, Angleterre). Les dernières tendances y sont présentées, suivies puis rejetées. Au début du siècles des lumières, Versailles centralise cette place et devient le lieu où se font et défont les tendances de manière consciente et assumée. Les moments consacrés aux apparences à la cour sont bel et bien prévus et scénarisés. Ils mettent en scène le corps habillé à la dernière mode. La cour est un tournoi de valeurs, dont les shows sont scrutés par l'Europe entière.
L'origine du défilé de mode est attribué à Charles Frederick Worth. Celui pose pour la première fois un châle sur les épaules d'une vendeuse et lui demande de marcher ; de là lui vient l'idée. Par la suite, il organise ceux-ci dans des endroits stratégiques tels les expositions universelles, dans des passages parisiens ou à l'hippodrome de Longchamp.
Mais c'est à la couturière Lucy Christina Duff Gordon que l'on doit la théâtralisation de l'évènement. Son premier « défilé-spectacle » est intitulé Gowns of Emotion. Proscenium. En 1911, Lucy Christina Duff Gordon inaugure son magasin parisien et invite ses mannequins à prendre des poses dramatiques. Le défilé de mode prend le sens du fashion show en anglais, illustrant la dimension spectaculaire. Cette théâtralisation des défilés se fait dans des salles prestigieuses.
Les années 1920 apportent des allures de performances artistiques au défilé, notamment avec l'intégration de la danse, de la musique et du décor. En 1923, la couturière Jeanne Paquin fait défiler ses mannequins sur un tango tea au théâtre Place de Londres. La danseuse américaine Irene Castle crée pour Coco Chanel la démarche familière au mannequin : « hanches en avant, les épaules tombantes, une main glissée dans la poche et l'autre en mouvement ».
Dès les années 1930, la musique prend une part de plus en plus importante, ainsi que les jeux de lumières. Malgré tout, les défilés sont encore rigoureux et s'effectuent dans une ambiance luxueuse. Après la Seconde Guerre mondiale, les défilés sont traditionnellement dans les locaux des maisons de haute couture ; celles-ci sont aménagées pour cela avec un salon de présentation, créant ainsi une proximité avec les clientes ou les journalistes. Gaby Aghion se démarque en organisant certains défilés Chloé prêt-à-porter dans la brasserie Lipp, les clientes sont à table,.
Jusque-là d'une attitude assez froide et distante, les mannequins se doivent d'être maintenant plus expressifs. À partir des années 1960, la musique prend le dessus sur les numéros annonçant les modèles qui présentent, celle-ci devient indissociable du défilé. Mary Quant demande à ses mannequins de danser sur le podium. André Courrèges, Paco Rabanne ou encore Pierre Cardin inventent des mises en scène plus conceptuelles. La scène d'ouverture du film de William Klein Qui êtes-vous, Polly Maggoo ? illustre parfaitement l'atmosphère du moment. Jusqu'à la fin de cette époque, la lutte contre la copie interdit la présence de photographes ou d'illustrateurs réalisant des croquis. Mais le prêt-à-porter en pleine explosion ne peut protéger ses modèles, au contraire de la haute couture, la large diffusion d'images devient nécessaire pour la réputation d'une marque.
Lors de la décennie suivante, Kenzo laisse ses mannequins improviser : aucune chorégraphie n'est imposée, donnant des résultats très surprenants. C'est en 1973 que l'organisation des défilés parisiens s’institutionnalisent avec l'apparition de la première « Semaine de la mode », suivie de Milan deux ans plus tard. Cette même année en avril, Jean-Charles de Castelbajac et Issey Miyake organisent un défilé commun d'une journée.
Dès 1980, avec les « jeunes créateurs », le défilé de mode a une réelle scénarisation, c'est la « mode-spectacle », à l'image de Thierry Mugler autant scénographe que couturier. Extravagants et ostentatoires doivent être les deux adjectifs pour qualifier les présentations. À l'opposé de cette tendance, Azzedine Alaïa organise son premier défilé dans son petit appartement, allant jusqu'à utiliser la cuisine et la salle de bain et où les invités sont assis sur des tabourets. Lors de la décennie suivante, les Supermodels sont omniprésents sur les podiums : sexe et luxe sont indissociables comme le démontrent les shows de Gianni Versace. En parallèle s'est développée depuis plusieurs années une mode minimaliste aux défilés ternes, parfois abscons.
Certains stylistes ou couturiers sont reconnus pour leurs défilés de mode toujours remarqués : Hussein Chalayan, Thom Browne, Martin Margiela, ou encore John Galliano. Après les années 2000, période durant laquelle les défilés sont devenus de plus en plus démesurés pour les grandes maisons, le coût de ceux-ci sont devenus importants. De, « au minimum 100 000 euros » selon Didier Grumbach, jusqu'à plus de cinq millions d'euros pour Chanel, Vuitton ou Dior. La mise en scène par des scénographes renommés ainsi que les mannequins occupent une grosse partie des dépenses.
Dans les années 1950, un défilé de haute couture peut avoir jusqu'à 250 modèles présentés. Il dure plus d'une heure trente et avoir jusqu'à 250 modèles présentés ; dix ans plus tard, c'est la moitié, et quarante ans plus tard, c'est vingt minutes. De nos jours, un défilé dure environ sept à onze minutes. « On y brade les idées […] On attend plus longtemps les défilés qu'on ne les regarde » regrette Olivier Saillard.

### Défilés historiques en France
Certains défilés marquent durablement la mode ; dans la plupart des cas, le défilé est retenu comme date d'une collection emblématique et en devient le symbole. Mais parfois, le défilé dans sa forme tient une place prépondérante parce qu'il apporte de nouveau.
Elsa Schiaparelli complexifie la mise en scène — souvent avec humour — en adoptant des thèmes pour ses défilés, dont le fameux « Cirque » ayant eu un retentissement national en 1938. Elle est la première à mélanger ainsi spectacle et mode. Ce défilé comprend équilibriste, jongleurs, clowns et animaux savants et le succès aidant, fait vendre diverses créations directement inspirées du cirque. Cette présentation marque une étape dans l'histoire des défilés : la forme prend, pour la première fois, autant d'importance que les vêtements.
En 1947, Christian Dior, qui vient d'ouvrir sa maison de couture, présente ce qui reste comme la collection la plus célèbre de l'histoire, le « New Look ». L'année du défilé devient une date charnière de la révolution engendrée par le couturier et d'un tournant radical de la mode immédiatement après les années de Guerre. À la mort de Dior dix ans plus tard, le tout jeune Saint Laurent, choisi par le couturier pour lui succéder au sein de sa maison, présente sa collection « Trapèze » ; un triomphe. Par ce défilé, Yves Saint Laurent montre ses qualités, mais également le fait qu'une maison de couture peut survivre en l'absence de son fondateur.
Début 1964, Courrèges renouvèle la mode de l'époque avec sa collection « The Moon Girl » à l'esprit « cosmique » ; minijupe, usage du PVC, avec ses mannequins qui sautent et qui dansent, André Courrèges change, au cours de sa carrière, le principe même du défilé. En 1971, Yves Saint Laurent fait scandale avec sa collection « Libération » rappelant les années de guerre et l'Occupation.
Rei Kawakubo présente pour la première fois à Paris sa collection en 1981. Peu connu du grand public, le retentissement dans le domaine de la mode est immense ; ce défilé restera — avec le premier de Dior — comme l'un des plus notables de l'histoire de la mode par la révolution stylistique qu'il a engendré. Trois ans plus tard, Thierry Mugler donne un spectacle au Zénith : les 6 000 spectateurs payent pour assister au grandiose défilé du créateur. Le défilé tient plus du spectacle que de la présentation, c'est « un véritable show à l'américaine ». La première collection de Christian Lacroix marque son époque de façon enthousiaste, par sa créativité et son renouvellement complet des tendances des années 1980 : « vous n'en revenez pas et personne n'en revient » écrit alors la presse.
En 1997, Rei Kawakubo montre une de ses collections les plus emblématique, Lumps & Bumps. Le défilé se termine par sept minutes d'applaudissements de la part du public invité.
Yves Saint Laurent donne son dernier défilé, une grande rétrospective des précédents, en 2002. Tous les classiques du couturier sont sur le podium.
La réinterprétation de La Mort du cygne par Shalom Harlow lors de la collection Alexander McQueen printemps-été 1999 est l'apogée des défilés du créateur anglais qui s'est régulièrement fait remarquer par ses shows souvent controversés,. L'autre anglais, John Galliano, qui a l'habitude de théâtraliser à outrance ses présentations, présente de multiples défilés notables au cours de sa carrière pour Dior, dont « Massaï » en 1997, la collection 1998 pour laquelle le couturier donne un bal et les invités sont réunis autour d'un banquet, mais surtout la collection « Clochards » début 2000 ou « La mode pour tous » en 2006, défilé de nains et des géants.
Vers cette époque, Karl Lagerfeld donne pour Chanel des défilés aux décors démesurés, souvent dans le Grand Palais depuis 2015. La marque organise plusieurs défilés annuellement, dont un à l'étranger. Le coût unitaire de ces défilés est estimé entre sept et dix millions d'euros, dont 20 % rien que pour le décor et la location du lieu. Il met ainsi en scène au cours des années un lion géant, un immense tailleur Chanel, un iceberg de 265 tonnes, une ville bombardée, une navette spatiale, les jardins de l'abbaye, une copie des gorges du Verdon ou encore un supermarché avec des produits de la vie quotidienne estampillés du logo de la marque (2014), une tour Eiffel de 45 mètres (2017), une plage faites de 240 tonnes de sable et de vagues artificielles (2018 prêt-à-porter été), un paquebot taille réelle avec cheminées fumantes (2018 encore pour la collection « croisière »), une forêt avec de véritables arbres centenaires (2018 toujours, collection « prêt-à-porter » hiver). Ces démonstrations grandioses relèguent le vêtement au second plan ; celui-ci, dans tous les cas, ne représente plus que la moitié du chiffre d'affaires, l'autre étant attribué aux accessoires, parfums et maquillage. Le défilé devient donc le principal outil de communication de Chanel et ses retombées médiatiques sont importantes, y compris sur les réseaux sociaux ; l'investissement dans ces défilés reste, finalement, plus bénéfique que l'apport de la publicité.
Entre-temps, Karl Lagerfeld toujours, mais pour Fendi, organise en 2007 un défilé sur un tronçon de la Grande Muraille de Chine à 50 km de Pékin.
La marque Louis Vuitton, et son styliste de l'époque Marc Jacobs, fait rouler une locomotive à vapeur dans la cour Carrée du Louvre en 2012.

## Podium
Traditionnellement, le podium (catwalk en anglais) a la forme d'une allée le plus souvent rectiligne, longue et étroite, les coulisses étant situées à l'une des extrémités, et le public étant installé de part et d'autre dans la longueur, ainsi qu'à l'autre extrémité. Après être sortis des coulisses, les mannequins parcourent le podium d'un bout à l'autre, puis font demi-tour et empruntent le même chemin en sens inverse, avant de retourner dans les coulisses. Historiquement, le podium apparait vers les années 1960 avec l’explosion de présentations plus scénarisées et chorégraphiées ; jusque-là, les mannequins défilent « au sol » dans les salons.